# Clavelina robusta
Clavelina robusta är en sjöpungsart som beskrevs av Kott 1990. Clavelina robusta ingår i släktet Clavelina och familjen klungsjöpungar. Inga underarter finns listade i Catalogue of Life.